# Sidur
| Židé a judaismus |
| Židé • Judaismus • Kdo je Žid |
| Ortodoxní • Konzervativní (Masorti) Progresivní (Reformní - Liberální) • Ultraortodoxní Samaritáni • Falašové • Karaité                                                                                            |
| Etnické skupiny a jazyky |
| Aškenázové • Sefardové • Mizrachim Hebrejština • Jidiš • Ladino • Ge'ez • Buchori |
| Populace (vývoj) |
| Evropa • Amerika • Asie • Afrika • Austrálie |
| Náboženství |
| Bůh • Principy víry • Boží jména 613 micvot • Halacha • Noachidské zákony Mesiáš • Eschatologie |
| Židovské myšlení, filosofie a etika |
| Židovská filosofie Cdaka • Musar • Vyvolenost Chasidismus • Kabala • Haskala |
| Náboženské texty |
| Tóra • Tanach • Mišna • Talmud • Midraš Tosefta • Mišne Tora • Šulchan aruch Sidur • Machzor • Pijut • Zohar |
| Životní cyklus, tradice a zvyky |
| Obřízka • Pidjon ha-ben • Simchat bat • Bar micva Šiduch • Svatba • Ketuba • Rozvod (Get) • Pohřeb Kašrut • Židovský kalendář • Židovské svátky Talit • Tfilin • Cicit • Kipa Mezuza • Menora • Šofar • Sefer Tora |
| Významné postavy židovství |
| Abrahám • Izák • Jákob • Mojžíš Šalomoun • David • Elijáš • Áron Maimonides • Nachmanides • Raši Ba'al Šem Tov • Ga'on z Vilna • Maharal                                                                           |
| Náboženské budovy a instituce |
| Chrám • Synagoga • Ješiva • Bejt midraš Rabín • Chazan • Dajan • Ga'on Kohen (kněz) • Mašgiach • Gabaj • Šochet Mohel • Bejt din • Roš ješiva                                                                      |
| Židovská liturgie |
| Šema • Amida • Kadiš Minhag • Minjan • Nosach Šacharit • Mincha • Ma'ariv • Musaf |
| Dějiny Židů |
| starověk • středověk • novověk |
| Blízká témata |
| Antisemitismus • Gój • Holocaust • Izrael Filosemitismus • Sionismus Abrahámovská náboženství |
| z • d • e |

Sidur, hebrejsky סידור‎, (plurál sidurim, סידורים) doslova „pořádek“ nebo „uspořádání“, označuje v aškenázském prostředí židovskou modlitební knihu pro všední dny a eventuálně šabat, která má modlitby uspořádané ve stanoveném pořádku.
Původně Aškenázové nazývali modlitební knihu výrazem machzor (מחזור, od חזר - vracet se, opakovat), tedy kniha opakujících se modliteb. Sidurem byla nazývaná modlitební kniha pro svátky. Zhruba ve 12. století z neznámého důvodu došlo k tomu, že se názvy modlitebních knih prohodily a modlitební knihy začaly být nazývány tak, jak jsou nazývány dnes.

## Historie siduru

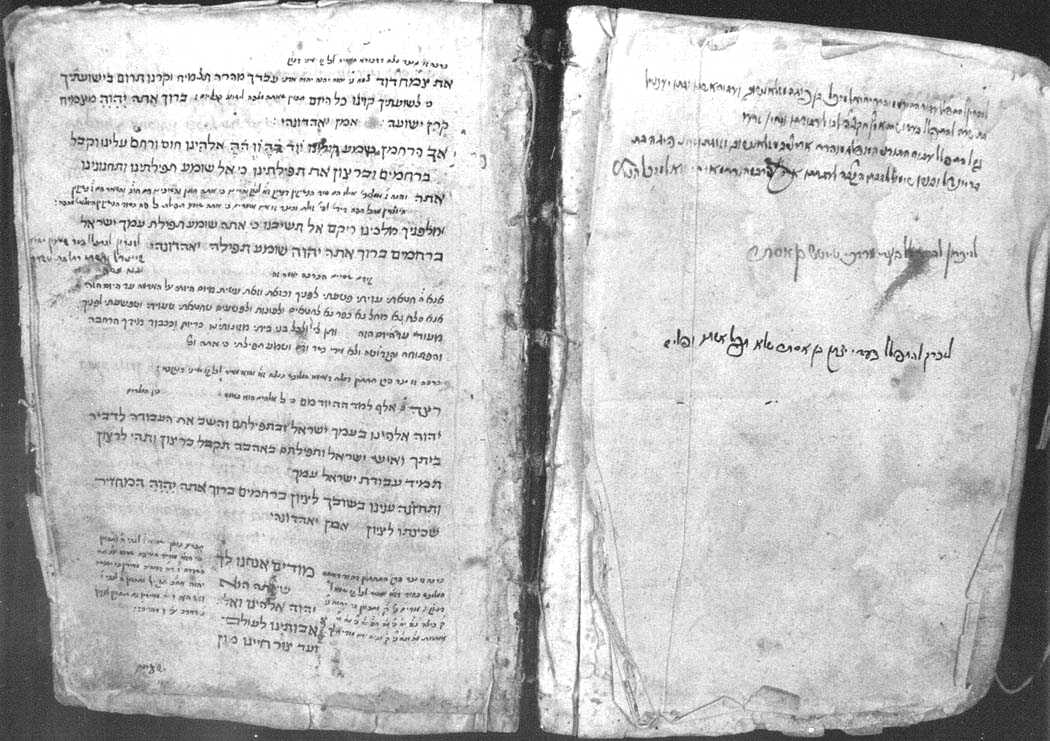
Sidur patřící Ba'al Šem Tovovi

Současná židovská liturgie má svůj původ v obětní bohoslužbě, jak byla definována v Bibli a později rozpracována v období 1. a 2. jeruzalémského Chrámu. Jádro původní bohoslužby tvořila kromě samotné oběti i čtení z Tóry a zpěvy oslavných hymnů – žalmů. V období Mišny a Talmudu se začínají objevovat ustálené modlitby – ty jsou tvořeny především biblickými pasážemi: Šema (Dt 6,4–9), Kněžské požehnání (Nu 6,24–26), Desatero. Zároveň byla již v té době známa modlitba osmnácti požehnání Šmone esre (Amida). V traktátu Mišny Brachot jsou dále podrobněji rozebírány způsoby recitace Šema, modlitby Amida, Birkat ha-mazon, časy, kdy se která modlitba má říkat i různá další požehnání – obsahuje tedy základní informace o modlitbách pro všední dny.
První známá modlitební kniha se jmenuje Seder Rav Amram Gaon z 9. stol., kde jsou příslušné modlitby zapsány podle četnosti používání. Tento systém byl přejat a dále rozvíjen nejprve v Babylónii, později v oblastech Středomoří a dále i ve střední a západní Evropě. Uspořádání modliteb a jejich podoba se lišila region od regionu - každá oblast měla vytvořený svůj specifický minhag respektive modlitební ritus, nazývaný nusach. První modlitební knihou, vzniklou v aškenázském světě a všeobecně přijímanou jako vzor aškenázských sidurů, byl Machzor Vitry z 11. století, pojmenovaný podle místa svého vzniku, městečka Vitry v severní Francii, který sestavil Simcha ben Šmu'el.

## Obsah siduru
Některé sidury obsahují pouze modlitby pro všední dny, jiné pro všední dny a šabat, společně s biblickými pasážemi, které jsou součástí synagogálního veřejného čtení z Tóry. Řada sidurů má dnes modlitby pro všední dny, šabat i poutní svátky. Takový sidur je někdy nazýván sidur šalem (kompletní, úplný sidur).
Modlitby pro svátky jako Roš ha-šana a Jom kipur mají většinou kvůli své délce (běžné modlitby obsahují navíc i přidané verše a dále obsahují řadu svátečních pijutů) a vážnosti samostatný machzor. Svůj machzor mívají rovněž poutní svátky, někdy je možné setkat se i s machzory pro Historické svátky.

## Rozdílné rity
Původně existovaly pravděpodobně dva modlitební rity – palestinský, užívaný Židy v Erec Jisra’el, a babylónský, používaný Židy v Babylónii. Tyto rozdíly přetrvaly a odráží se v dnes existujících ritech. Dnešní liturgické rity v judaismu se dělí na ritus aškenázský, sefardský a chasidský.
Aškenázský ritus (nosach aškenaz)
Ritus pravděpodobně pochází z palestinského, který si s sebou přinesli židovští emigranti do Evropy. Vyvíjet se začal ve Francii, ke konečné krystalizaci pak došlo v Německu kol. 14. století, odtud také jeho název (Německo bylo mezi středověkými Židy nazýváno Aškenaz). Od 16. století se dělí na ritus západní („aškenaz“) a východní („polin“)
Sefardský ritus (minhag sfardim, též minhag portugesi, portugalský minhag)
Vychází z ritu babylónského. Původně byl nejednotný a rozdělený na řadu menších minhagů a nosachů („Katalonija“, „Aragon“ aj.). Po vyhnání židů ze Španělska se v 16. století sefardští židé usazovali ve středomoří a díky své kulturní převaze a podobosti ritů přizpůsobili ritus místních židů španělskému. V téže době se začal vytvářet jednotný sefardský ritus, známý dnes jako minhag/nosach sfardim. Ritus se následně rozšířil až do orientálních zemí (Irák, Írán). Vliv na ritus měl také kabalista Jicchak Lurja.
Sfarad (nezaměňovat se sfardim)
Ritus některých aškenázských komunit ve střední a východní Evropě, zejména chasidských. Vznikl pod vlivem Jicchaka Lurji a kombinuje texty sefardského ritu s aškenázskými zvyklostmi a melodiemi.

## Nejznámější sidury

### Hebrejské
- Seder avodat Jisra’el: ed. Seligmann Baer. Dosud považovaný za standardní verzi aškenázského siduru.
- Sidur Rinat Jisra’el, Hoca'at Morešet, Bnej Brak, Izrael (hebrejsky), vysoce oceňovaná edice tradičního siduru.
- Sidur Tfilat kol pe (hebrejsky).

### Bilingvní sidury
- Tfilat ješarim: ed. Seligmann Baer. Starší vydání siduru Seder avodat Jisra’el (hebrejsko-německy)
- Sfat emet (v aškenázské výslovnosti Sfas emes). Seder avodat Jisra’el a Sfat emet jsou podle místa vydání nazývané též „Rödelheim“ (hebrejsko-německy).
- Sidur ha-šalem (zvaný též „Birnbaum Sidur“). Ed. Philip Birnbaum. The Hebrew Publishing Company (hebrejsko-anglicky).
- The Metsudah Siddur: A New Linear Prayer Book Ziontalis (hebrejsko-anglicky).
- The Artscroll Siddur, Mesorah Publications (jeden z nejpopulárnějších sidurů, v současnosti v množství jazykových mutací a verzích).
- Koren Sacks Siddur, Koren Publishers Jerusalem (hebrejsko-anglicky).
- Siddur Sim Shalom, Ed. Jules Harlow. 1985 (používaný v konzervativním judaismu); též Siddur Sim Shalom for Shabbat and Festivals a Siddur Sim Shalom for Weekdays, 2003.
- Siddur Lev Chadash, Union of Liberal and Progressive Synagogues, 1995 (používaný v progresivním judaismu).
- Mishkan T'filah [Tabernacle of Prayer]: A Reform Siddur, 2007 (používaný v současném reformním judaismu).

### České sidury

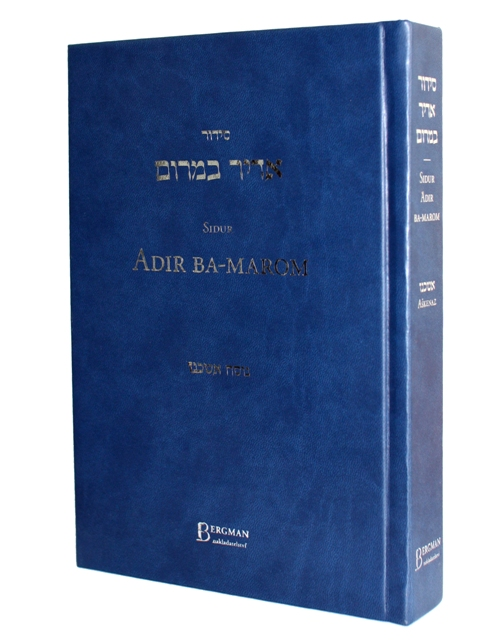
Česko-hebrejský sidur Adir ba-marom

#### Tradiční sidury
- Tfilot Jisra'el – Modlitby Israelitúw. Přeložil Hynek Kraus, Vídeň 1874.
- Maarche-Lew: Modlitby Israelitův. Přeložil August Stein. Poprvé vydán v Praze r. 1884, rozšířené vydání jako Tehilat El, 1899 a 1918.
- Sidur Sichat Jicchak (Modlitby Israelitův). Přeložil Moritz (Mořic) Kraus, vychází z hebrejsko-německého siduru S. I. Kaempfa. Česko-hebrejský sidur vydávaný v letech 1903, 1923, 1933, 1937. V roce 1981 reprintován v USA pro potřeby židovských obcí v tehdejším Československu.
- České modlitby při veřejné bohoslužby v synagoze spolku Or-tomid v Praze. Přeložil Moritz Kraus, pouze česky, bez hebrejského textu, 1888, 2. vyd. 1899.
- Sidur Adir ba-marom. Modlitební kniha pro všední dny, šabat a svátky. Přeložil Jiří Blažek. Česko-hebrejské vydání siduru s komentářem, vydán v letech 2008 (1. vydání) a 2009 (2. doplněné vydání).
- Zichron David Jisra'el. Přeložil Jiří Blažek. Jedná se vlastně o opravené a doplněné třetí vydání siduru Adir ba-marom pod novým názvem. Vyšel v roce 2016.

#### Reformní modlitební knihy
- Hegjon lev. Uspořádání modliteb progresivního směru pro šabat, svátky a všední dny, 2008. Česko-hebrejská modlitební kniha používaná v některých českých reformních komunitách.